# Helene Hayman
Helene Valerie Hayman, baronessa Hayman, nata Middleweek (26 marzo 1949), è una politica britannica, Lord Speaker della Camera dei Lord nel Parlamento del Regno Unito dal 2006 al 2011.

## Carriera politica
Fu membro del Parlamento per il Partito Laburista dal 1974 al 1979, entrando poi a far parte della paria a vita il 2 gennaio 1996 con il titolo di baronessa Hayman, di Dartmouth Park, distretto londinese di Camden.
Dopo la vittoria delle elezioni generali del 1997 da parte dei laburisti, prestò servizio come sottosegretario presso il Dipartimento dell'ambiente, dei trasporti e delle regioni e del Dipartimento della salute, prima di essere nominata Ministro dell'Agricoltura, della Pesca e dell'Alimentazione nel luglio 1999.

## Biografia
Figlia del dentista Maurice Middleweek e di sua moglie Maude, Hayman frequentò la Wolverhampton Girls 'High School e studiò legge al Newnham College di Cambridge, laureandosi nel 1969. Nello stesso anno fu presidente della Cambridge Union Society e cominciò a lavorare per Shelter, un'organizzazione di beneficenza. In seguito lavorò presso il dipartimento dei servizi sociali del London Borough of Camden dal 1971 al 1974, quando venne nominata vicedirettrice del consiglio nazionale per le famiglie monoparentali. Sposata dal 1974 con Martin Heathcote Hayman (nato il 20 dicembre 1942), la coppia ha avuto quattro figli.